# FC Stal Alchevsk
El Fútbol Club Stal Alchevsk (en ucraniano: ФК Сталь Алчевськ), más conocido como Stal, fue un club de fútbol ucraniano con sede en Alchevsk, Lugansk, Ucrania. Fundado en 1935 por jugadores de una industria metalúrgica, por lo cual su nombre traducido significa Acero y por lo cual recibe el apodo de Horno de Fundición.
Participa en la Segunda División de Ucrania o Persha Liha hasta 2015 cuando desaparece por la Guerra del Dombás.

## Historia
En 1935, en Alchevsk (cuando la ciudad era conocida Voroshilov) se creó la sociedad deportiva de Stal, por un grupo de trabajadores de una industria metalúrgica´y desde entonces la sociedad ha prestado gran atención al desarrollo del fútbol juvenil. En su primera temporada el equipo se consagró campeón de la región de Lugansk y cada vez se convertía en un club más exitoso, pero la Segunda Guerra Mundial hizo que el equipo desapareciera temporalmente.
El 30 de noviembre de 1982 el equipo fue renombrado a Fútbol Club Stal Alchevsk. Incluido desde 1992 en las ligas de fútbol ucraniano.
En la temporada 1999/00 el equipo fue promovido a la Liga Premier para jugar la temporada 2000/01 y en la cual terminó 13° perdiendo la categoría. En la temporada 2004/05 de nuevo logró obtener un cupo en la Liga Premier, obteniendo el 11° puesto en la temporada 2005/06, y el 16° puesto en la temporada 2006/07 perdiendo de nuevo la categoría. En la temporada 2012/13 el equipo logró el ascenso, pero no fue promovido porque el estadio no cumplía las condiciones impuestas por la Liga Premier y el equipo no quiso jugar en otro estadio.
Actualmente participa en la Persha Liha o Segunda División de Ucrania, en la cual juega desde la temporada 2007/08.

## Símbolos

### Escudo
| [[Archivo:\|center\|border\|180x180px\|alt=\| Antiguo escudo del club. ]] |
| Antiguo escudo del club.                                                  |

## Uniforme
Los uniformes del equipo siempre se han caracterizado por ser de color rojo o blanco. No se conocen los uniformes del equipo antes de la temporada 2005/06.

### Titular
| 1935–2004/05 | 2005/06 | 2006/07 | 2007/08 | 2008/09 | 2009/10 | 2010/11 | 2011/12 | 2012/13 | 2013/14 |

### Alternativo
| 1935–2004/05 | 2005/06 | 2006/07 | 2007/08 | 2008/09 | 2009/10 | 2010/11 | 2011/12 | 2012/13 | 2013/14 |

## Instalaciones

### Estadio
El Estadio Stal queda ubicado en un parque de la ciudad y tiene capacidad para 9.200 personas y cuenta con marcador electrónico. Su entrada está decorada por un arco y allí mismo se encuentra el restaurante del equipo.
En junio de 2013, el estadio fue la razón FC Stal Alchevsk negó su promoción a la Liga Premier de Ucrania. Debido a que en el momento no cumplió con los requisitos de la primera división de Ucrania y el club no quería jugar en otro estadio, porque "no vio punto de celebración de partidos en otro estadio sin que la mayoría de los seguidores pudieran verlos".

## Categorías inferiores
El FC Stal cuenta con dos categorías inferiores para desarrollar jugadores los cuales son FC Stal Alchevsk II y el FC Stal Alchevsk U-17, equipos de los cuales se abastece de jóvenes con proyección profesional. Ninguno de estos ha obtenido grandes glorias en torneos jugados, en la actualidad dos jugadores del primer equipo provienen de estas categorías.